# Medi ambient (programa de televisión)
Medi ambient es un programa de televisión especializado en la información ambiental del Comunidad Valenciana en España, la conservación de la natura los espacios protegidos. Se emite por Canal Nou Dos y es presentado por la periodista Xelo Miralles. Se emitió por primera vez en 1998 hasta 2013 cierre del canal.[cita requerida]
El programa ha recibido varios premios, tanto a los reportajes emitidos como a sus periodistas. Así, en 2007 recibió el Premio Rey Jaime I de periodismo, y en 2009 el premio Fundación Biodiversidad, dependiente del Ministerio de Medio Ambiente y Medio Rural y Marino español, por el reportaje «Per la pell del visó».